# Antisionisme
L'antisionisme és l'oposició al sionisme, a l'existència de l'Estat d'Israel o al seu manteniment com a estat jueu, per raons ideològiques, polítiques, morals o religioses. La història de l'antisionisme és tan llarga i complexa com la del mateix sionisme i respon a corrents ideològics diversos, fins i tot contraposats. S'ha desenvolupat entre sectors del mateix món jueu, en el cristianisme, en l'islamisme modern, en el nacionalisme panarabista, en el comunisme prosoviètic, en l'esquerra antiimperialista, en els feixismes antisemites o en corrents de pensament conspiratiu.
Es pot distingir l'antisionisme abans i després de la creació de l'Estat d'Israel el 1948. Abans de la seva creació d'acord amb la Resolució 181 de l'ONU, el moviment nacional jueu (o sionisme) i els àrabs palestins tingueren diversos enfrontaments des de la dècada de 1880, essent un conflicte de caràcter regional emmarcat en el procés de desmantellament de l'Imperi Otomà i en el d'apoderament de la zona per part de les potències europees, especialment Gran Bretanya i França. Després de la creació de l'Estat d'Israel, simultani al procés de descolonització de tot l'Orient Pròxim, ha esdevingut una confrontació de gran importància per a la pau mundial, per la qual cosa tant el sionisme com l'antisionisme es troben presents en l'agenda mundial, amb una forta incidència en la política i els mitjans de comunicació.

## Aproximació al terme
El concepte d'antisionisme pateix múltiples interferències terminològiques amb altres denominacions que porten a la confusió i la controvèrsia, tot sovint l'ambivalència és deliberada en funció de la posició política dels actors:
Des de l'antisemitisme, l'antisionisme simula una forma políticament correcta de manifestar l'animadversió racial, ètnica o religiosa, baix el paraigües de la crítica a una ideologia política. Sovint aquestes formulacions es delaten per l'ús de conceptes propis de l'antisemitisme tradicional, com la incorporació d'idees delirants que parlen del control jueu del món, de l'existència d'un govern mundial en mans jueves o l'atribució als jueus de libels de sang, o, en un altre sentit, es proposen mesures de segregació.
Des del món àrab, especialment des de determinades posicions islamistes, s'han formulat crítiques similars a les anteriors, que sobretot cerquen crear un estat d'opinió que reforci l'animadversió cap als sionistes, tot i que en la seva formulació antijueva suposa una novetat que fins fa poc era pràcticament desconeguda al món àrab.
Amples sectors del sionisme, per la seva part, han realitzat l'acusació inversa, així, tot l'antisionisme és acusat d'antisemitisme i fins i tot les crítiques a l'estat d'Israel o a la seva política, ni que sigui puntual, malgrat la dificultat per integrar en la categoria d'antisemitisme les formulacions realitzades per jueus crítics.
Tot plegat condueix a una imprecisió que obliga a l'anàlisi crítica que ha d'incloure els fonaments ideològics que sustenten l'ús del concepte, i en sentit estricte només seria antisionisme quan l'objectiu final, amb independència de l'expressió formal, sigui la desaparició de l'estat jueu (o, abans de 1948, impedir-ne la seva creació), objectiu que és compatible amb posicions antisemites o no. De la mateixa manera es pot ser antisemita i partidari de l'estat d'Israel, com a lloc de confinament per als jueus.

## Història

### Abans de la creació de l'Estat d'Israel

#### L'antisionisme jueu religiós
Des de la fi del segle xix i els primers anys de segle xx, la majoria dels jueus no estaven adherits al sionisme, fins i tot hi eren hostils, especialment entre els jueus practicants, encara que no de manera unànime. Aquesta oposició religiosa al sionisme es manifestava de manera més virulenta a Jerusalem, sobretot al barri de Mea Shearim, barri històric dels Haredins, jueus tradicionalistes, i en menor mesura a la resta de les comunitats, o Yixuv, assentades històricament a Palestina.
Les noves institucions jueves foren mal rebudes pels pietosos jueus autòctons que instaven «a rompre tota relació, al preu fins i tot de la ruptura dels vincles familiars, amb qui pertany a la col·lectivitat jueva regida per les noves institucions sionistes». En efecte, els rabins ortodoxos eren hostils al sionisme per raons teològiques: si Déu havia determinat la dispersió del poble jueu, no s'hi havia d'anar en contra, i fins a l'arribada del Messies no hi cabia el retorn col·lectiu a la Terra Promesa.
La crítica antisionista religiosa destaca també el caràcter laic, polític i modern del sionisme que no és compartit pels jueus ortodoxos de Palestina, que tenen una concepció mística d'Israel com la «Terra Santa». Tot plegat fa que els seus contactes amb els immigrants tant amb la primera com amb la segona onada migratòria siguin inexistents. Als assentaments tradicionals es parla aleshores de la «lluita contra el sionisme que creix fins a envair la Terra santa», o que se l'acusi de «desviar els Jueus del judaisme i de corrompre la seva ànima».
Les temptatives dels representants de la immigració sionista, dirigits per Chaim Weizmann, de representar el conjunt dels Jueus de Palestina provoquen noves tensions. Les autoritats rabíniques dels jueus autòctons estan dividides a causa dels recursos aportats per l'Organització Sionista Mundial als Yixuv. L'any 1921, una assemblea crea una estructura rabínica destinada a recuperar la seva unitat sota l'autoritat compartida de dos grans rabins, un asquenazita i un sefardita. Però les tensions reneixen amb el nomenament del primer gran rabí asquenazita, el rabí Abraham Isaac Kook, més aviat favorable a les institucions sionistes. Aleshores el moviment ortodox, l'Agudat Israel representat pel rabí Yosef Chaim Sonnenfeld, es nega a parlar de les relacions amb el sionista Consell Nacional Jueu, amb el qual consideren que els jueus pietosos no hi poden col·laborar per haver fet «una proclamació solemne que deposa a Déu i a la Torà com sobirans de la nació jueva».
El febrer de 1924, el rabí Sonnenfeld sotmet un memoràndum al rei Hussein, per a obtenir garanties que els jueus ortodoxos autòctons seran legítimament consultats sobre el futur de Palestina. Garantint la coexistència pacífica amb els àrabs, tal com assenyala el text: «Assegurem a Sa Majestat que la població jueva es refereix als seus veïns amb una harmonia fraternal arreu on s'estableix, i a Terra Santa igualment ens avindrem a aquesta tradició i col·laborar en el futur amb tots els habitants en la construcció i la prosperitat de la terra per a una benedicció i una pau per a tots els grups ètnics».
Tanmateix, a partir dels anys 1930, les dificultats per trobar una terra d'acollida, per als jueus d'Europa perseguits i obligats a l'exili, els porten a revisar la seva posició crítica enfront del sionisme i del projecte de creació de l'Estat jueu. Comencen llavors converses amb els partits sionistes per organitzar la immigració. Així Isaac Breuer, un dels principals dirigents del partit religiós Agudat, fins llavors adversari del projecte sionista, crea el moviment Poalé Agudat Israel, la majoria dels membres del qual marxen a Palestina. Però alguns es neguen a compartir el projecte polític sionista i creen un grup a part, l'Edah Aredit, literalment «temerosos de Déu» el centre del qual es troba a Jerusalem, també els ultraortodoxos o haredim s'escindeixen en Agudat Israel el 1938. Alguns d'aquests grups continuen actualment manifestant la seva oposició a l'estat d'Israel per les mateixes raons que aleshores.

#### L'antisionisme jueu laic
Una de les expressions més clares de la pluralitat entre els jueus moderns és la divisió entre els jueus seculars i els jueus religiosos, la qual es posa clarament de manifest en les raons de les respectives oposicions a moviment sionista.
La Il·lustració i la Revolució Francesa posaren sobre la taula que els jueus havien de gaudir de plena igualtat de drets amb la resta de ciutadans sota la premissa d'atorgar la seva lleialtat al seu estat nació i la plena assimilació a la cultura nacional local. Aquests principis obtingueren l'adhesió de grups jueus liberals que compartien el principis d'integració o d'assimilació, per la qual cosa veien el sionisme com un obstacle per a l'obtenció de la plena ciutadania i la igualtat de drets en els respectius contextos nacionals. Segons Michel Warschawski jueu d'esquerra radical, «L'antisionisme sempre ha estat percebut [pels jueus] com una posició política entre d'altres, que a més fou hegemònica al món jueu durant prop de mig segle».
Així mateix abans de la Segona Guerra Mundial molts jueus consideraren el sionisme com un moviment fantasiós i poc realista. En aquesta posició es troba a Polònia, el Folkspartei (en Ídix: Yidishe folkspartay), que tot i aspirar a una autonomia nacional i cultural dels Jueus, no participava de la idea de desarrelar-se emigrant cap a Palestina. A França l'Aliança Israelita Universal, organització republicana i patriota, es manifestà abans de la guerra contrària al sionisme, tot i que modifica els seus postulats després de 1945, com feren moltes organitzacions jueves.
Les posicions ideològiques mantingudes per una part de l'esquerra jueva, que inicialment cabien dins el moviment sionista han acabat essent excloses, Noam Chomsky informa del canvi en els límits del que és considerat sionista i antisionista. El 1947, en la seva joventut, Chomsky donava suport d'un estat binacional socialista, i s'oposava a qualsevol sistema que s'aproximes a un model teocràtic per a Israel. Aquesta posició estava en la centralitat del discurs sionista secular; avui, el situa sòlidament en el camp contrari. En el mateix sentit algunes organitzacions jueves són contràries al sionisme com a part integrant del seu antiimperialisme.
Els antecedents d'aquests plantejaments es troben entre les organitzacions socialdemòcrates, socialistes i comunistes, sobretot centreeuropees (de cultura Ídix), com la Unió General de Treballadors Jueus de Lituania, Polonia i Rusia, el Partit Socialdemocrata Jueu de Galítsia o el Folksgrupe de Rússia que s'oposaren políticament al sionisme A la Unió Soviètica les organitzacions jueves afins al PCUS s'oposaven al sionisme, com testimonia el diari oficial de la seva secció jueva, Der Emes.
Continuadors d'aquests postulats foren, a Egipte, la Lliga Jueva Antisionista organització comunista influent als anys 1946-1947 o a Israel, diverses organitzacions i polítics jueus, sobre les que destaca Matzpen.

#### L'antisionisme europeu
A finals del segle xix a Europa l'antisemitisme repunta amb violència. A França, la fallida del banc catòlic Unió General el 1882 arrossega una sèrie d'acusacions relatives al «complot jueu mundial». Aquest mite es desenvolupa en escrits com La France juive (1886) i culmina amb el denominat Cas Dreyfus (1894). paral·lelament, un pamflet antisemita El Talmud desemmascarat escrit per un sacerdot rus, Justinas Bonaventure Pranaitis es publica el 1892, i obté una audiència considerable.
Però és arran del primer Congrés Sionista reunit a Basilea el 1897, que es formula per primera vegada el concepte d'antisionisme: «Els Jesuïtes, foren els primers, que llancen [el] tema [del complot sionista] el febrer de 1898 al seu òrgan la Civiltà Cattolica. Del "complot jueu", els Jesuïtes passen aviat al «complot sionista mundial», i obren, així, la via en la carrera fabulosa d'una fal·làcia de la qual no són tanmateix els autors.»
Cinc anys més tard, el 1903, es publiquen anònimament Els protocols dels savis de Sió, la teoria més estesa és que foren obra dels serveis secrets tsaristes, i exposa que darrere dels moviments comunista i maçó s'hi amagava una conspiració jueva.
Durant el Mandat Britànic de Palestina, determinats mitjans britànics foren contraris al projecte sionista, en particular per temor a una confrontació amb el creixent nacionalisme àrab amb la Gran Bretanya i les simpaties que aquest despertava entre alguns sectors de l'administració i l'opinió pública. Després de la «gran revolta àrab» a Palestina (1936-1939), aquest corrent es fa majoritari al si del gabinet britànic. Portarà a l'adopció del Llibre Blanc de 1939. Aquest preveu un Estat unitari jueu-àrab el 1949 així com una forta limitació de la immigració jueva. D'aquesta manera es garantiria un estat de majoria àrab.
Per la seva part a l'URSS, es debatia entre la important presència de jueus entre els dirigents del nou règim (Trotski, Kamenev, Kalinin…) i l'antisemitisme de tradició tsarista d'uns altres (Stalin…), el 1928 per tal d'oferir una alternativa revolucionaria al sionisme, percebut com un moviment burgès tot i la seva important ala esquerra, es crea la Província Autònoma dels Hebreus als confins de Sibèria, amb el ídix com llengua oficial, de poc èxit si bé encara manté el nom. Més tard, amb la consolidació de l'estalinisme, l'antisionisme s'endureix, i l'acusació de sionista justifica actes de repressió contra els jueus. Tot i així la Unió Soviètica votà favorablement a la creació de l'Estat d'Israel a l'ONU i li donà suport els primers anys.

#### L'antisionisme àrab

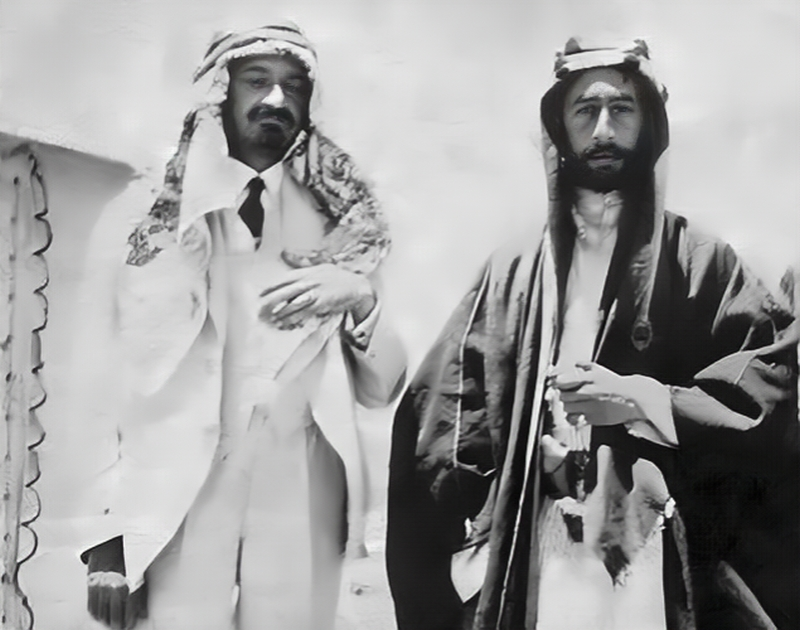
1918. Faisal ibn Husayn (dreta) acompanyat pel líder sionista Chaim Weizmann.

Sota l'Imperi Otomà, i des de l'decret de l'Alhambra, els jueus havien gaudit, generalment, de la protecció activa del poder imperial turc. Així, la primera aliyah, la immigració jueva a petita escala de la dècada de 1880, fou acceptada i vista favorablement tant pels otomans com pels àrabs per raons econòmiques i culturals.
Per contra, fins a la Primera Guerra Mundial la identitat àrab, sotmesa des de feia segles al poder otomà, es trobava molt afeblida i atomitzada, es limitava als clans, organitzacions tribals, a algunes estructures de caràcter religiós i a una incipient renaixença cultural més o menys organitzada. Aleshores s'inicià un procés de reivindicació política que, sota l'estímul britànic, culminà en la Rebel·lió Àrab, la qual pretenia la creació d'un estat des de Palestina fins a Iraq (inclosa la Península aràbiga); però finalment França i Gran Bretanya ocuparen aquelles terres i iniciaren un procés de divisió artificial dels territoris sota la seva administració.
La intromissió colonial va reforçar la divisió de la mal articulada societat àrab que no va reaccionar, de manera clara, contra el projecte sionista ni contra la Declaració de Balfour. Així és possible trobar com Faysal ibn Husayn signava un acord amb Chaim Weizmann en el moment de la Conferència de París de 1919, en el qual s'accepta la Declaració de Balfour i a la immigració a gran escala dels jueus cap a Palestina, entre d'altres, i un any després el Congrés Nacional Àrab, parlament de l'efímer reialme de Faysal, s'oposava formalment a la divisió de Palestina.
També, a l'entorn de la Guerra araboisraeliana de 1948, el rei Abdallah I de Jordània veuria positivament el projecte sionista i considerà la integració d'una entitat política jueva en un Estat àrab sota el seu control.
Tot plegat va limitar el conflicte inicial, que acabaria per ser dels més importants del segle xx i XXI, a l'àmbit local del territori de Palestina i al dels seus habitants.

#### L'antisionisme palestí
Una vegada que la Declaració de Balfour el 1917 formula clarament el projecte de llar nacional jueva a Palestina, més enllà d'un simple encoratjament a la immigració jueva, l'oposició dels àrabs palestins es reforçà. Això portà a diverses revoltes el 1920, 1929, 1930 i la Gran Revolta Àrab de 1936-1939.
Aquestes revoltes foren dirigides pel Gran Mufti de Jerusalem, Amin al-Husayni, que exercia el lideratge espiritual i per Izz al-Din al-Qassam que dirigiria l'acció violenta, fins a la seva mort el 1935 i que funda la primera organització palestina, i de l'àrea, partidària de la lluita armada al-Qaff al-Aswad (Mà negra), l'any 1930.
En un primer moment l'antisionisme es manifesta com accions de resistència contra l'administració britànica, en la mesura que havia permès la immigració jueva i que, amb la signatura amb França dels Acords de Sykes-Picot, el 1920, posava fi al projecte d'una gran Síria que incloïa la província de Palestina. En aquell moment el gran muftí encapçalà el corrent antisionista àrab del qual és l'iniciador i al qual li dona connotacions religioses. L'antisionisme esclata encara més obertament durant la gran revolta de Palestina de 1936, que va ser suscitada per ell mateix.
Durant la Guerra Mundial, el gran Mufti s'esforçarà a impedir la instal·lació dels jueus a Palestina, especialment quan aquests intenten fugir del nazisme amb el qual col·laborarà a Europa i sobre el que influirà per tal d'impedir la seva emigració a Palestina.

### Del Pla de Partició a la Guerra dels Sis Dies

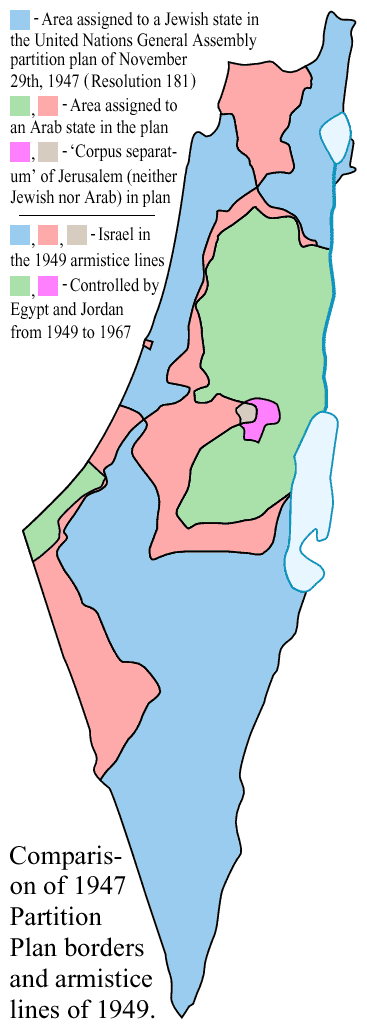
Comparació entre el pla de partició decretat per l'ONU el 1947 i el territori de l'Estat d'Israel després de la guerra de 1948, Jerusalem figurava el 1947 com a "corpus separatum", és a dir no pertanyia ni a Israel ni a Palestina

Acabada la Segona Guerra Mundial, la commoció internacional que provocà l'Holocaust jueu, ò shoa, alterà sensiblement l'equilibri inestable del conflicte a palestina:
1. La major part dels jueus que havien estat contraris a la creació de l'Estat d'Israel, tret dels ultrortodoxos, n'esdevingueren favorables.
2. El sionisme obtingué un ample suport de gran part dels estats del món i de l'opinió pública, tret dels països àrabs, i veieren en la creació de l'Estat Jueu una mena de compensació pel dolor sofert.
3. Les dues grans potències resultants del conflicte mundial (EUA i URSS) es posicionaven a favor de la creació d'Israel.

Tot plegat deixà reclòs l'antisionisme oficial al món àrab i el 29 de novembre de 1947, l'Assemblea General de les Nacions Unides, acordà la partició de Palestina, i encomanava al Mandat Britànic de Palestina la descolonització a partir de la creació de dos estats un jueu i un àrab. Immediatament els àrabs de Palestina, amb el suport de Síria, Jordània i Egipte i de milícies musulmanes voluntàries, es mobilitzaren en una guerra no declarada destinada a impedir la creació d'Israel i a influir en un canvi de posició de les Nacions Unides, el conflicte portà a la retirada unilateral dels britànics, incapaços d'implantar la resolució, el 14 de maig de 1948, el mateix dia de la Declaració d'Independència d'Israel. L'endemà, Egipte, Síria, Jordània, Líban, Iraq, Aràbia Saudita i Iemen declaraven la guerra i atacaven el nou estat, amb la intenció de fer-lo desaparèixer. El resultat d'aquesta guerra, favorable als israelians, fou l'increment del territori d'Israel en un 20%, l'ocupació de Gaza per part d'Egipte i de Cisjordània per part de Jordània i un èxode massiu de palestins, calculat en unes 700.000 persones, que es veren obligats a abandonar les seves terres i que han mantingut viva la seva oposició a l'Estat d'Israel, i conseqüentment, al sionisme.
Simultàniament, Ben-Gurion acordava amb els ultraortodoxos, o Haredins, un estatus especial en la ciutadania israeliana que els exonerava del servei militar obligatori establint una mena de pacte de no-agressió, el qual ha permès la incorporació a les institucions de l'estat d'alguns d'ells, sobretot sefardites, o ha mantingut el nivell de tensió a una escala local, fins a temps recents en què ha reviscolat.
La Guerra del Sinaí (1956), fou causa d'un canvi geopolític important, el bloc soviètic que havia estat el principal estaló d'Israel front als intents dels Estats Units de rectificar el Pla de Partició durant la Guerra Civil Palestina, s'afegí a l'antisionisme a partir d'una retòrica anticolonialista, prenguent partit per Nasser i la causa àrab.
El nasserisme també influí decisivament en la constitució dels primers grups polítics palestins panarabistes a l'exili, com el Moviment dels Nacionalistes Àrabs (fundat el 1951), que seria l'embrió del futur Front Popular per l'Alliberament de Palestina, La Unió General d'Estudiants Palestins (1952) o l'Organització per a l'Alliberament de Palestina (1964).
La mateixa tàctica seguiren països com Iraq, Aràbia Saudita o Síria promovent organitzacions palestines més o menys satèl·lits, però al voltant de 1959, Iàssir Arafat funda Fatah, primera organització palestina que fa recaure la responsabilitat en el derrocament de l'estat israelià en els mateixos palestins, en comptes de confiar en una resposta àrab unitària.

### De la Guerra dels Sis Dies als acords d'Oslo
La Guerra dels Sis Dies el 1967 és un dels factors que modifiquen les relacions d'Israel a un gran nombre d'estats. El fenomen és paral·lel al declivi del prestigi dels EUA, amb els quals Israel s'alinea definitivament, per la Guerra del Vietnam, i el pes creixent de les nacions àrabs productores de petroli. Tot plegat en un moment d'enduriment de la Guerra freda i de l'aparició del Moviment de Països No Alineats que es caracteritza pels seu antioccidentalisme, i en el qual el panarabisme hi té un paper important.
La Guerra dels Sis Dies finalitza amb l'ocupació per part d'Israel de Gaza, Cisjordània, els Alts del Golan i la Península del Sinaí, en definitiva una nova pèrdua territorial pels països àrabs i, sobretot, l'ocupació de tot el territori del Mandat Britànic de Palestina, inclòs el que quedava sota autoritat àrab de l'emblemàtica ciutat de Jerusalem.
Tot plegat és percebut com la culminació del projecte sionista que així hauria assolit, més o menys, l'abast territorial dels regnes històrics de Judà i Israel i que efectivament és l'aspiració declarada d'alguna de les tendències extremes del sionisme que postulen el projecte del Gran Israel. A més amb l'ocupació dels territoris palestins, especialment a Cisjordània, Israel promogué una política activa de foment de nous assentaments jueus, especialment intensa a les proximitats de Jerusalem, la qual el 1980, seria proclamada capital eterna i indivisible d'Israel per part d'aquest estat. Així l'estat jueu passà de defensar la seva existència amb unes fronteres viables a expandir-se de fet territorialment i a ser acusat internacionalment de tenir una política imperialista
Però l'ocupació obligà a Israel a administrar militarment uns territoris (Gaza i Cisjordània) densament poblats per palestins, els quals, tret dels de Jerusalem, no havien estat actors directes de les guerres de finals dels anys 40 i que tenien uns vincles més aviat febles amb els palestins de la diàspora. L'ocupació reactivà els mecanismes de solidaritat palestina i va permetre la implantació generalitzada de les organitzacions d'alliberament nacional palestines, la major part de les quals eren partidàries de la lluita armada, la qual cosa, juntament amb la permeabilitat territorial i humana que paradoxalment facilità l'ocupació entre els distints territoris en conflicte, va permetre generalitzar la comissió d'actes terroristes en el territori estricte d'Israel i a freqüents confrontacions armades en els territoris ocupats, tant amb l'exèrcit israelià com amb els colons.
Les mesures de defensa i coerció contra la població palestina reforçaren la posició política de les organitzacions palestines integrades en l'Organització per l'Alliberament de Palestina, just acabada de constituir el 1964, i estimularen un moviment de solidaritat internacional recolzada pels països àrabs, els països no alineats i el bloc soviètic, amb el suport actiu d'organitzacions d'esquerra antiimperialisme d'arreu del món, que actualitzà a nivell mundial l'antisionisme.
Durant els primers anys de la dècada dels 70 el conflicte d'orient pròxim, amb el conflicte araboisraelià com a protagonista, adquireix un grau de virulència desconegut fins aleshores, alguns dels episodis més destacats foren: el Setembre Negre, intent d'ocupació del poder a Jordània per part dels milicians palestins, entre 1970 i 1971, Massacre de Múnic, durant la XX Olimpíada, la Guerra del Yom Kippur i la Crisi del Petroli, el 1973.
És en aquest context internacional que diverses organitzacions com l'Organització per a la Unitat Africana o el Moviment de Països No Alineats, voten resolucions de condemna contra Israel, però la resolució més important és la 3379 que adoptà l'Assemblea General de les Nacions Unides, el 10 de novembre de 1975, amb el suport de 72 països, l'oposició de 35 i l'abstenció de 32, segons la qual el sionisme era qualificat com «una forma de racisme i de discriminació racial». Però aquesta fou una més de les 20 resolucions contràries a l'estat d'Israel que acordà l'ONU en aquells anys.
Però el 1978, Israel i Egipte signen el primer acord de pau entre un estat àrab i l'hebreu, els Acords de Camp David que portaren a l'establiment de relacions diplomàtiques entre els dos països, aquests acords suposaren la ruptura del bloc àrab amb relació a Israel i al sionisme i anunciaven els principis del que anys més tard serien els Acords d'Oslo amb relació a l'autogovern palestí.
El 1979 a l'Iran, que fins aleshores havia mantingut relacions cordials amb Israel, es produeix la primera revolució islàmica, es tracta d'un fenomen nou fora del control de les grans potències, entre els seus continguts retòrics l'antisionisme ocupa un paper destacat, l'Aiatol·là Khomeini va afirmar que Israel era «enemic de l'islam» o es fa servir el nom d'«entitat sionista» per designar l'estat hebreu.
Poc després un nou episodi de tensió va tenir una forta repercussió internacional negativa sobre Israel, en uns fets en que si bé no se li assigna una intervenció material, si que se li atribueix, si més no, la seva col·laboració necessària, fou la Matança de Sabra i Xatila durant la guerra del Líban de 1982 que aixecà onades de protesta internacional, àdhuc a Israel.
A partir de la debilitació del bloc comunista amb l'arribada al poder de Mikhaïl Gorbatxov, el 1985, i amb la caiguda de la Unió Soviètica, l'escalada de tensió internacional per blocs afluixà, això feu possible que a partir de la Conferència de Madrid el 1991 s'iniciessin negociacions secretes entre l'OAP i Israel que culminaren amb els Acords d'Oslo, pel qual s'establia l'Autoritat Nacional Palestina als territoris ocupats. Durant aquest procés, el 1991, l'ONU derogava, mitjançant la Resolució 4686, la 3379 que qualificava de racista el sionisme.

### Des de la creació de l'ANP fins a l'actualitat

#### Des del costat àrab i musulmà

##### Països de laLliga Àrab
Les veus que s'eleven més fortament contra el sionisme venen avui principalment del conjunt dels partits palestins, i de la majoria dels països amb majoria musulmana. Jordània, Egipte, Turquia tenen reconegut Israel però no com a país del poble jueu. La Lliga àrab avui s'ha declarat llesta per reconèixer Israel a canvi de la retirada d'Israel de tots els territoris ocupats el 1967 i a canvi de la creació d'un Estat palestí viable, del qual Jerusalem en seria la capital. Els moviments com ara Hamàs i Hesbol·là fan crides a la destrucció d'Israel, i no admeten l'existència de l'Estat jueu.

##### L'Iran en el període recent
L'aiatol·là Khamenei, i després el reformista Muhammad Khatami, mantenen aquest rebuig de l'existència d'Israel. El primer designa Israel com un «tumor cancerós que ha de ser apartada de la regió», i el segon parla d'«Estat il·legítim». Muhammad Khatami insisteix tanmateix al mateix temps perquè els jueus se sentin «en seguretat a l'Iran». A les exèquies del papa Joan Pau II, el president israelià Moixé Qatsav d'origen iranià, afirma haver pogut donar la mà i discutir amb Muhammad Khatami, un fet que aquest últim negarà.
Altres fonts indiquen que l'Iran intenta un acostament amb Israel, que inclouria un reconeixement oficial presentat als Estats Units. Els termes de la proposició iraniana haurien estat rebutjats pels Estats Units.
El 2006, les relacions amb Israel s'endureixen amb l'elecció de Mahmud Ahmadinejad. Qüestionant la realitat del genocidi jueu, Mahmud Ahmadinejad considera que el deure de reparació recau en les nacions occidentals i refusa que Palestina continuï sent el lloc per a un Estat jueu :
| « | Some European countries insist on saying that during World War II, Hitler burned millions of Jews and put them in concentration camps. Any historian, commentator or scientist who doubts that is taken to prison or gets condemned. Although we don't accept this claim, if we suppose it is true, if the Europeans are honest they should give some of their provinces in Europe—like in Germany, Austria or other countries—to the Zionists and the Zionists can establish their state in Europe. You offer part of Europe and we will support it. | » |

| « | Certs països europeus diuen de manera insistent que durant la Segona Guerra Mundial, Hitler va cremar milions de jueus i els va posar en camps de concentració. Tot historiador, comentarista o científic que posa això en dubte és empresonat o condemnat. Encara que no acceptem aquesta declaració, si la creiem verdadera, si els països europeus fossin honrats, haurien de donar una part del seu territori a Europa - per exemple en Alemanya, en Àustria o en un altre lloc - als sionistes, i els sionistes podrien fundar el seu Estat a Europa. Ofereixi una part d'Europa, i nosaltres li donarem suport. | » |

En 2006 i 2007, Mahmud Ahmadinejad va dir, citant Khomeini, «que aquest règim que ocupa Jerusalem ha de desaparèixer de la pàgina del temps.» (desaparició que compara, llavors, a l'enfonsament de la Unió Soviètica).

##### La conferència de Durban
Deu anys després de la resolució 4686, l'acusació de «racisme» és de nou portada contra Israel. En paral·lel a la Conferència de Durban el 2001, un fòrum de moltes ONG compromeses en el suport als palestins vota una declaració que atribueix al sionisme un caràcter racista. Alain Finkielkraut remarca en aquesta ocasió : «Tots els països del món es reuneixen per discutir sobre el racisme i troben un doble cap de turc, Israel i Occident. Els països esclavistes amb tota impunitat denuncien el tràfic de negres, o el racisme als Estats Units. El Sudan, Líbia, Cuba estigmatitzen Israel, règim d'apartheid. »
L'intel·lectual palestí Edward Said, prenent personalment posicions antisionistes pel seu desig d'un Estat únic sobre el conjunt de Palestina, tot i que després, al final de la seva vida, serà favorable a una etapa de dos Estats separats, critica fortament el que jutja com una onada d'antisemitisme arrossegada per l'antisionisme i denuncia els intel·lectuals àrabs fascinats pel negacionista Roger Garaudy.
El sociòleg i politòleg francès Pierre-André Taguieff estima que l'acusació de racisme respecte al sionisme és una ressurgència contemporània de les velles acusacions antisemites En La Nouvelle Propagande antijuive (2010), escriu que «l'antisionisme radical és una de les principals formes de racisme aparegudes des de la fi del segle xx. Procedint a la nazificació del "sionisme", legitima un programa racista d'eliminació d'Israel». Ara bé aquesta nova propaganda antijueva, prossegueix, «no és reconeguda com a tal, i roman socialment invisible. Les evidències "antisionistes" (estereotips, prejudicis, remors) s'han instal·lat en efecte en la "doxa intel·lectual" de l'època, el que els protegeix de la crítica».

#### Organització d'Alliberament de Palestina
L'abril de 1996, l'OAP modifica la seva carta fundacional, que apuntava a un Estat palestí sobre el conjunt de Palestina. Tanmateix, l'adhesió a la noció d'Estat jueu genera controvèrsies entre els intel·lectuals i polítics palestins.

#### Diversitat de l'antisionisme a Europa
Avui, el corrent antisionista a Europa es manifesta sovint per organitzacions d'extrema esquerra, com ara els Juifs européens pour une paix juste (JEPJ), l'Union juive française pour la paix, l'Union des Progressistes juifs de Belgique (UPJB), la Rete degli Ebrei contro l'occupazione (Itàlia) i l'organització Jews for Justice for Palestinians (Regne Unit) que lluiten contra el sionisme en el sentit de política colonialista a costa del poble palestí. Tot i així, diversos intel·lectuals jueus, i no gens d'extrema esquerra, militen igualment contra el sionisme, com ara l'escriptor francòfon Jacob Cohen, autor del llibre Le printemps des Sayanim, l'historiador israelià Shlomo Sand (Com va inventar-se el Poble d'Israel) i altres dels anomenats "nous historiadors", etc.
També existeixen nombrosos moviments antisionistes no jueus, sovint comunistes o altermundialistes, d'altres menys esquerrans com la Liste Antisioniste (Llista Antisionista), creada a França el maig de 2009 per l'actor i còmic Dieudonné, l'assagista i director de cinema Alain Soral i el xiïta proiranià Yahia Gouasmi i que es va presentar a les eleccions europees, així com diferents associacions de component més homogèniament islàmic.

#### A França
Laurent Mucchielli, estima que l'antisemitisme havia disminuït al país durant un llarg període. Aquesta informació va donar lloc té la publicació d'un document creat pel sociòleg designat amb el nom de «tornada de l'antisemitisme : discurs ritual en el sopar anual del CRIF». En la seva anàlisi, el sociòleg intenta demostrar en efecte que el pic d'actes antisemites, comprovat efectivament el gener de 2009, s'explica per una raó conjuntural : la Guerra de Gaza. Aquest fenomen ja havia estat observat en el moment de la segona Intifada el 2000. Segons Mucchielli, no hi ha augment tendencial de l'antisemitisme a França, un 90% dels francesos consideren, d'altra banda, els jueus, igual que qualsevol altre francès. Denuncia per contra «una incapacitat del CRIF per prendre les seves distàncies respecte a l'Estat israelià, el que és una tasca pendent i a més a més és l'amplificador de la incapacitat de nombrosos francesos magribins a distingir la política israeliana de la comunitat jueva en general».
Text íntegre
En un article publicat per la pàgina web d'informació del CRIF, Meïr Waintrater critica aquesta anàlisi: "Laurent Mucchielli […] comprova una recrudescència dels actes antisemites des del començament de l'any 2009. Però s'afanya a ajustar el tir. No és verdaderament antisemitisme, escriu, és una conseqüència de la guerra de Gaza. El jove sociòleg blanda les relacions de la Comissió nacional consultiva dels drets humans. És allà, etziba, que es troben les verdaderes xifres. I ens treu els resultats ben coneguts dels sondatges d'opinió on la gran majoria dels francesos declaren que no són antisemites(...). Però el Sr. Mucchielli oblida estranyament altres xifres que figuren en aquests mateixos informes. Vull parlar de les estadístiques relatives a les agressions racistes i antisemites. Ara bé, aquestes estadístiques mostren un augment vertiginós de les agressions antijueves a partir de l'any 2000. Mostren també que les agressions racistes de les quals són víctimes els jueus són deu vegades més nombroses, tenint en compte la població relativa, que aquelles de les quals són víctimes els àrabs o els negres. […] Allà on el Sr. Mucchielli ja va massa lluny, és quan acusa les institucions jueves de no ser capaces de «prendre les seves distàncies enfront de l'Estat israelià», aquesta incapacitat explica segons ell, sense justificar-la és clar, la pujada dels actes antijueus. (...) Per voler demostrar massa, el Sr. Mucchielli s'ha aventurat sobre un terreny perillós."

#### A Israel
Actualment, l'antisionisme a Israel és representat amb un corrent jueu religiós i un corrent laic. En el corrent laic hi ha diferents moviments com el Hadash (partit comunista), en la població d'origen àrab principalment, i sota altres formes, al si d'una fracció de l'esquerra revolucionària israeliana com a Matzpen (destacadament Michel Warschawski, partidari d'un Estat binacional). Alguns polítics o historiadors mantenen posicions antisioniste i posen en qüestió l'existència de lleis fonamentals que estableixen una preferència per als jueus a Israel, com ara Ilan Pappé o Meron Benvenisti O fins i tot els Anarchist Against the Wall
Existeix un corrent judaic pietós, bastant xocant, que es fonamenta en la Torà per oposar-se al sionisme. Segons els seus defensors, la pretensió de l'Estat d'Israel de parlar en nom de tots els jueus del planeta contravé a l'obligació feta per la Torà d'impedir la profanació del nom de Déu. D'altra banda el sionisme contravindria a l'obligació de preservar la vida humana, per la ràbia que provoca l'Estat d'Israel al si de les nacions que fa córrer riscs al poble jueu a través del món. Els rabins d'aquest corrent parlen d'Estat Sionista més aviat que d'Estat Jueu o Hebreus. Certs rabins moderns fins i tot consideren diabòlic el sionisme, ja que el poble d'Israel ha de viure en diàspora fins a l'arribada del Messies que els salvarà.
Existeix un fort corrent antisionista entre els jueus haredins, anomenats ultraortodoxos, amb, per exemple, el moviment NNeturei Karta. Segons la seva interpretació, el Talmud (Meseches Kesuvos 111 a) prohibeix la creació d'un Estat per als «fills d'Israel» mentre el Messies no hagi arribat. Per les mateixes raons s'oposen al secularisme del moviment sionista. Consideren igualment que l'Estat d'Israel és una causa d'injustícies envers els palestins, la qual cosa és contrària a l'ensenyament de la Torà. Retreuen igualment al sionisme que instrumentalitzi l'holocaust i l'antisemitisme en general per justificar les seves accions.
En el moment de la creació d'Israel el 1948, el pacte entre els sionistes i els haredins és que aquests últims no participen en el servei militar per tal de no garantir aquesta ideologia. Aquest pacte perdura encara actualment i crea una separació al si de la societat israeliana entre els laics i certs religiosos.
Per contra, en altres corrents religiosos, Daniel Lindenberg estima que « el corrent ultraortodox religiós que va ser antisionista és avui aquest "judaisme intransigent" […;] que manifesta en la colonització de Cisjordània, un entusiasme pioner. Cal remarcar que el sionisme laic ja fa temps que va desertar d'aquest entusiasme ».
El caràcter jueu de l'Estat d'Israel és discutit pels representants polítics dels àrabs israelians, com ara Azmi Bishara. Aquests últims reivindiquen una Constitució que faria d'Israel «un Estat de tots els seus ciutadans». L'editorialista Avraham Tal comenta, a finals del 2006, que els líders de la minoria àrab a Israel qüestionen cada vegada més els fonaments del caràcter jueu de l'Estat d'Israel, en el qual qualifica de «declaració de guerra».
| « | Some of the demands presented in the « visions » are new, such as the outrageous calls for granting veto power to the Arab minority on decisions of national import, and for separate representation at international institutions, and more in that vein. There are also calls for changing the flag and the national anthem, for a return to abandoned villages and equality in immigration rights to Israel. | » |

| « | Algunes de les demandes presentades en aquestes «visions» són noves, com les crides infamants a garantir a la minoria àrab el dret de veto sobre decisions d'importància nacional, una delegació separada en totes les institucions internacionals, i d'altres coses d'aquest gènere. Hi ha també crides a canviar la bandera i l'himne nacional, a un retorns als pobles abandonats i a la igualtat en els drets a la immigració a Israel. | » |

Avraham Tal s'inquieta de les conseqüències demogràfiques de tals reivindicacions, considerant que porten a la renúncia d'una llar nacional jueva.
Finalment, hom troba igualment no-sionistes que afirmen que, fins i tot si la creació d'Israel ha pogut ser un error basant-se en l'estatut privilegiat que va atorgar als jueus enfront dels no-jueus, el perill que ha creat l'antisemitisme àrab és invencible, i que una tornada al l'statu quo no és factible. Defenen simplement una reglamentació pacífica del conflicte actual. Per a ells, una pau verdadera es pot acompanyar de concessions territorials. És sobretot el cas dels rabins Elazar Menachem Shach o Avigdor Miller, que han escrit diverses obres sobre aquest tema.

#### Als Estats Units
Avui, ja no existeix oposició fonamental dels religiosos ortodoxos al projecte sionista tret d'alguns corrents marginals, com ara el corrent «Neturei Karta». Existeix en efecte als Estats Units un corrent jueu antisionista però molt minoritari, que està representat, d'una banda, per organitzacions jueves ultraortodoxes que discuteixen el sionisme en nom dels valors fonamentals judaisme (Neturai karta, True Torah Jews, …;), i per altra banda, per moviments jueus progressistes oposats a la colonització de Palestina.
El 2006, l'American Jewish Committee va publicar un assaig titulat una prova titulada Progressive Jewish Thought and the New Anti-Semitism que analitza la noció d'antisionisme. Segons les seves conclusions, aquesta noció ha evolucionat fortament des de la creació d'Israel el 1948, i es confon d'ara endavant amb la voluntat d'eliminar l'Estat d'Israel.